# Sanremo 88 (RCA)
Sanremo 88, sottotitolato 40 Successi Originali, è un album compilation pubblicato nel febbraio 1988 dall'etichetta discografica RCA.
L'album contiene 40 brani partecipanti al Festival di Sanremo 1988, 29 dei quali erano in gara (16 proposti da Big, 13 da Nuove Proposte), mentre i rimanenti 11 sono stati presentati da ospiti della manifestazione.

## Tracce
Prima parte
1. Marcella Bella - Dopo la tempesta
2. Rick Astley - Never Gonna Give You Up
3. Ricchi e Poveri - Nascerà Gesù
4. Future - Canta con noi
5. Bungaro - Sarà forte
6. Figli di Bubba - Nella valle dei Timbales
7. Toto - Stop Loving You
8. Ice - Mama
9. Drupi - Era bella davvero
10. Stefania La Fauci - Se fosse vero
11. Toto Cutugno - Emozioni
12. Fiordaliso - Per noi
13. New Trolls - Cielo chiaro
14. Belinda Carlisle - Heaven Is a Place on Earth
15. Mino Reitano - Italia
16. Lijao - Per noi giovani
17. Bryan Ferry - Kiss and Tell
18. Biagio Antonacci - Voglio vivere in un attimo
19. Paula Nichols - I've Got This Feeling
20. The Champions - No More

Seconda parte
1. Ron - Il mondo avrà una grande anima
2. Paola Turci - Sarò bellissima
3. Joe Cocker - Unchain My Heart
4. Andrea Mirò - Non è segreto
5. Franco Califano - Io per le strade di quartiere
6. Eighth Wonder - I'm Not Scared
7. Tullio De Piscopo - Andamento lento
8. Nino Buonocore - Le tue chiavi non ho
9. Terence Trent D'Arby - Dance Little Sister
10. Stefano Palatresi - Una carezza d'aiuto
11. Whitney Houston - Where Do Broken Hearts Go
12. Denovo - Ma che idea
13. Mariella Nava - Uno spiraglio al cuore
14. Flavia Fortunato - Una bella canzone
15. INXS - Need You Tonight
16. Peppino di Capri - Nun chiagnere
17. Miki - Ogni tanto si sogna
18. Mietta - Sogno
19. Michele Zarrillo - Come un giorno di sole
20. Fabio De Rossi - L'ultima bugia